# 하드라마우트생쥐꼬리박쥐
하드라마우트생쥐꼬리박쥐(Rhinopoma hadramauticum)는 생쥐꼬리박쥐과에 속하는 박쥐의 일종이다. 예멘의 토착종으로 하드라마우트 주 애쉬 샤하르에서 발견된다.

## 특징
보통 크기의 박쥐로 몸통 길이는 58~68mm이고, 전완장이 52~55.7mm, 꼬리 길이가 54~62mm이다. 귀 길이는 19.6~21.6mm, 몸무게는 최대 11.2g이다. 털이 짧고 섬세하다. 엉덩이와 아랫배 쪽에는 털이 없다. 일반적인 털 색깔은 회색빛부터 갈색까지 다양하다.

## 생태
버려진 건물 안에서 약 150마리로 이루어진 무리가 관찰되기도 한다.

## 분포 및 서식지
예멘 남동부 지역에 널리 분포한다.